# اختراق (عسكرية)
الاختراق قدرة القوات المهاجمة على اختراق دفاعات العدو، والوصول إلى عمقه بغية تدميره.
عادة، يتم استخدام قوة كبيرة عند منطقة صغيرة نسبيا من الجبهة لتحقيق ذلك. في حين أن الخط قد يكون صمد لفترة طويلة قبل الاختراق، إلا أن هذا الاختراق يمثل إطارًا زمنيًا صغيرًا نسبيًا حيث يؤدي الضغط على المدافع إلى «الانجذاب» في فترة زمنية قصيرة جدًا. 
عند كسر أول وحدة دفاعية، تعاني الوحدات المجاورة من نتائج عكسية (انتشار الذعر، الزوايا الدفاعية الإضافية، تهديد خطوط الإمداد). نظرًا لأنهم تعرضوا لضغوط بالفعل، فإن هذا يؤدي بهم إلى «الانجذاب» أيضًا، مما تسبب في انهيار -كتأثير الدومينو- للنظام الدفاعي. 